# Nguyễn Văn Thân (chính khách)
Nguyễn Văn Thân (sinh ngày 2 tháng 2 năm 1955) là đại biểu quốc hội Việt Nam khóa XIV nhiệm kì 2016-2021, thuộc đoàn đại biểu quốc hội tỉnh Thái Bình. Ông là một trong 21 đại biểu không phải là đảng viên Đảng Cộng sản Việt Nam trúng cử đại biểu Quốc hội khóa XIV. Ông đã ứng cử và trúng cử đại biểu quốc hội lần đầu năm 2016 ở đơn vị bầu cử số 2, tỉnh Thái Bình, gồm các huyện: Đông Hưng và Thái Thụy với tỉ lệ 59,99%. Ông hiện là Ủy viên Ủy ban Trung ương Mặt trận Tổ quốc Việt Nam, Ủy viên Đoàn Chủ tịch Ủy ban Trung ương Mặt trận Tổ quốc Việt Nam, Chủ tịch Hiệp hội doanh nghiệp nhỏ và vừa Việt Nam.

## Xuất thân
Nguyễn Văn Thân sinh ngày 2 tháng 2 năm 1955 quê quán ở Thôn La Vân, xã Quỳnh Hồng, huyện Quỳnh Phụ, tỉnh Thái Bình.
Ông hiện cư trú ở Số 15, Tô Hiến Thành, phường Bùi Thị Xuân, quận Hai Bà Trưng, thành phố Hà Nội.
Ông có 2 quốc tịch Việt Nam và Ba Lan, nhưng đã bỏ quốc tịch Ba Lan năm 2016 theo lời Chủ nhiệm Văn phòng Quốc hội, Tổng Thư ký Quốc hội Nguyễn Hạnh Phúc

## Giáo dục
- Giáo dục phổ thông: 10/10
- Tiến sĩ khoa học tự nhiên
- Lý luận chính trị: trung cấp

## Sự nghiệp
Từ tháng 9 năm 1978 đến tháng 10 năm 1982, Nguyễn Văn Thân là giảng viên. Ông giảng dạy tại Đại học Tây Nguyên ở Buôn Mê Thuột, tỉnh Đắk Lắk.
Từ tháng 11 năm 1982 đến tháng 9 năm 1985, ông là Cán bộ nghiên cứu Viện khí tượng thủy văn - Tổng cục khí tượng thủy văn.
Từ tháng 10 năm 1985 đến tháng 1 năm 1991, ông làm nghiên cứu sinh tại Đại học tổng hợp Vacsava, Ba Lan.
Từ tháng 3 năm 1992 đến tháng 6 năm 1994, ông là thực tập sinh cao cấp tại Đại học tổng hợp Vacsava, Ba Lan.
Từ tháng 8 năm 1994 đến tháng 6 năm 1997, ông là Chủ tịch Hội đồng Quản trị Ngân hàng Quốc tế Hà Nội.
Từ tháng 8 năm 1994 đến tháng 5 năm 2005, ông là Chủ tịch Hội đồng Quản trị Công ty Trách nhiệm hữu hạn Việt Thắng tại Hà Nội.
Từ tháng 7 năm 2005 đến tháng 9 năm 2015, Nguyễn Văn Thân giữ chức Phó chủ tịch thường trực Hiệp hội doanh nghiệp nhỏ và vừa Việt Nam.
Từ tháng 9 năm 2015 đến tháng 1 năm 2016, ông giữ Quyền chủ tịch Hiệp hội doanh nghiệp nhỏ và vừa Việt Nam.
Từ tháng 1 năm 2016 đến nay, ông là Chủ tịch Hiệp hội doanh nghiệp nhỏ và vừa Việt Nam.
Từ tháng 4 năm 2016 đến nay, ông là Ủy viên Ủy ban Trung ương Mặt trận Tổ quốc Việt Nam, Ủy viên Đoàn Chủ tịch Ủy ban Trung ương Mặt trận tổ quốc Việt Nam.
Ông hiện là Ủy viên Ủy ban Trung ương Mặt trận Tổ quốc Việt Nam, Ủy viên Đoàn Chủ tịch Ủy ban Trung ương Mặt trận Tổ quốc Việt Nam, Chủ tịch Hiệp hội doanh nghiệp nhỏ và vừa Việt Nam.
Từ tháng 5 năm 2016 đến nay, ông là Đại biểu Quốc hội Việt Nam khóa 14 tỉnh Thái Bình.
Từ tháng 4 năm 2017, ông là Phó Chủ tịch Hội đồng tư vấn cải cách Thủ tục hành chính của Thủ tướng Chính phủ Việt Nam Nguyễn Xuân Phúc.

## Quốc tịch Ba Lan
Ngày 10-12-2014, Nguyễn Văn Thân có quốc tịch Ba Lan. Theo lời Nguyễn Văn Thân và ông Nguyễn Hạnh Phúc, Tổng thư ký Quốc hội Việt Nam khóa 14, thì trước khi ứng cử Đại biểu Quốc hội Việt Nam khóa 14 (tháng 5 năm 2016), vào tháng 1 năm 2016, Nguyễn Văn Thân đã thông qua luật sư nộp đơn lên Tổng thống Ba Lan từ bỏ quốc tịch Ba Lan và đã được Tổng thống Ba Lan chấp thuận, từ đó ông chỉ còn giữ duy nhất một quốc tịch Việt Nam.
Tuy nhiên nếu bỏ quốc tịch ngay thì cũng phải mất 2 năm. Vì thế thông tin năm 2016 ông không còn quốc tịch Ba Lan là không chính xác. Nguyễn Văn Thân có ngôi nhà ở Ba Lan (sở hữu chung với vợ), hiện nay (2018.06.27), vợ và con trai út của ông đang sống ở đó.

## Đại biểu Quốc hội Việt Nam khóa XIV nhiệm kì 2016-2021
Ngày 22 tháng 5 năm 2016, Nguyễn Văn Thân trúng cử Đại biểu Quốc hội Việt Nam khóa 14 nhiệm kì 2016-2021 tại đơn vị bầu cử số 2, tỉnh Thái Bình, gồm các huyện: Đông Hưng và Thái Thụy với tỉ lệ số phiếu bầu 59,99%.

### Ủng hộ Luật Đặc khu
Tại kì họp thứ 5 Quốc hội khóa 14, ông ủng hộ ban hành Luật Đặc khu và ủng hộ quy định cho thuê đất 99 năm.

## Phong tặng
- Bằng khen của Hiệp hội doanh nghiệp nhỏ và vừa Việt Nam (năm 2011, 2013, và 2015)[2]
- Bằng khen của Chủ tịch Ủy ban nhân dân thành phố Hà Nội (năm 2012)[2]
- Bằng khen của Bộ trưởng Bộ Công Thương Việt Nam (năm 2009)[2]
- Bằng khen của Phòng thương mại và công nghiệp Việt Nam (năm 2007)[2]